# イープラス
株式会社イープラス（eplus Inc.）は、通信販売特化型のプレイガイド「イープラス」の運営会社である。ソニー・ミュージックエンタテインメントの連結子会社。

## 概要
1999年7月30日設立。当時のセゾングループが50%、ソニーとその関連企業が50%出資した。
元々セゾングループはグループの出版業、SSコミュニケーションズが「チケットセゾン」として、西武鉄道、西武百貨店、西友、ファミリーマートなどの西武・セゾン関連の店舗を中心にプレイガイド事業を展開した。ファミリーマートとの提携は1998年で解消し、その後はチケットぴあとの提携に変更した。また、グループの経営体質改善の一環として、1999年9月に店舗窓口形式によるプレイガイド事業を廃止し、2000年からエンタテイメントプラスがパソコン・iモードなどのインターネットサイトとプッシュホンによる自動応答電話を用いたチケット販売に特化するようになった。
チケットセゾンを運営していたSSコミュニケーションズ（後の角川・エス・エス・コミュニケーションズ、現在は角川マーケティングと合併し消滅）の株式譲渡を受けたため、角川グループが株主だった事がある（2019年現在、株主ではなくなっている）。
2009年6月、株式会社ファミリーマートおよび株式会社ファミマ・ドット・コムと業務提携し、マルチメディア端末「Famiポート」での販売開始。これにより、チケットセゾン時代以来11年ぶりにファミリーマートでのプレイガイド展開を再開した。また、これを受けてファミリーマートとチケットぴあとの提携が解消されている。
2013年8月より、ローソンHMVエンタテイメントに代わり、JCBのプレイガイドサービス「チケットJCB」の運営を受託する。
2015年1月に株式会社エンタテイメントプラスから株式会社イープラスに社名変更。同年、株式会社イープラス・ライブ・ワークスを設立し、東京都渋谷区に新業態ライブカフェ「eplus LIVING ROOM CAFE&DINING」を開業。
2015年5月、株式会社オーガス、株式会社イープラス、ぴあ株式会社、株式会社ローソンエンタテインメント、日本ユニシス株式会社の出資により、新会社「オーガスアリーナ株式会社」を設立。
2016年より、訪日外国人向けのインバウンドチケット販売を開始。
2017年6月、チケットの不正転売問題への対応として、会員サービスをリニューアルして会員登録時にSMS＆Emailの2段認証を導入。同年11月にはプレイガイドで初めて全面適用とした。
2017年12月、世界初・国内最大級 "世界一謎がある"エンターテインメントパーク、東京ミステリーサーカスを新宿・歌舞伎町にオープン。株式会社SCRAP、株式会社イープラス、株式会社ニッポン放送、株式会社Cygamesによる運営会社、合同会社TOKYO MYSTERY CIRCUSを設立。
2018年1月、チケット販売に関わる基幹システムの全面刷新を決定した。2006年の稼働開始から10年以上が経ち、当初のシステム設計が限界に達しようとしていたためによるもの。全面刷新の完了は2020年後半になる見通しである。
2020年3月、イープラスでチケットが販売された各種イベントのうち、新型コロナウイルス感染症の影響で中止・延期となったものに関して、通常は興行主催者が支払う中止払戻手数料をイープラスが全額負担することを発表した。
2020年5月、ライブイベントなどを有料チケット制でストリーミング配信する自社サービス『Streaming+』（ストリーミングプラス）のサービスを開始した。また、同様のストリーミングサービスで、高音質配信を特徴とする『MUSIC/SLASH』（ミュージックスラッシュ）を展開するSPOONと業務提携し、有料視聴チケットを販売することも明らかにしている。
2024年7月31日、ソニー・ミュージックエンタテインメントはクレディセゾンの保有株式1%分を取得し、イープラスを連結子会社化したことを発表した。

## チケット購入
チケットを購入するには、事前にウェブサイトから無料の会員登録を行う必要がある。
2006年3月よりセブン-イレブンがe+と提携し、e+サイト等で購入・予約したチケットの発券・支払がセブン-イレブン店頭にて行えるようになった。それまでは、クレジットカードなどで決済し、当日会場引き替えを除き宅配便で自宅へ配送する事しか出来ず、一件あたり送料手数料600円（税込み）が発生していた。なお、2016年3月現在でも公演によっては1件あたり3枚以上の購入であれば配送の方が割安となる場合がある。
これらによって、チケットを購入するために、プレイガイド店頭に発売待ちで並ぶ煩わしさが無くなると同時に、e+側は店舗を設けない低コスト運営のメリットが生まれた。
ただし、人気アーティストや演劇・ミュージカルのチケット販売初日は、アクセス集中でインターネットサイトや電話がつながりづらくなる場合もある。特にネットでの購入はは転売目当てのダフ屋がbotによる大量アクセスを行うことから、アクセス集中により購入が難しくなっていた。2018年頃からサイトのbot対策を徹底した結果、業者による大量購入がほぼ不可能になった。また不正アクセスのデータを捜査機関に提出することで業者の摘発にも繋がっている。

## 特色あるサービス

### e+チェック
パソコンの会員ページから好みのアーティスト・俳優・劇団などの名前や、ホール・劇場・ライブハウスなどの会場名、J-POPやオーケストラ・ミュージカル、狂言などのジャンルを指定しておくと、適合した公演が見つかった場合、「e+★チェック」というアラートメールを配信するサービス。メール本文中に詳細ページへのリンクがある。

### プレオーダー
抽選先行販売制度。チケットの一般発売日の2週間～3ヶ月程度前に、プレオーダーの申し込みを行い、当選すれば、一般発売日以降にチケットを発送もしくはセブン-イレブンで発券し受け取れる。興行によっては日程・席種などを第2・3希望まで申し込み可能。
人気チケットで事前のプレオーダーと一般発売で2回購入のチャンスが得られる。プレオーダーに当選した場合は購入となり、代金・発券手数料とは別にプレオーダー手数料がチケット1枚毎に250～500円（税込み）程度発生する。

### 得チケ・すぐチケ
空席がかなりある、千秋楽が近い、などの特定の興行で、正規チケットを定価の1～5割引きのバーゲン価格で販売する「得チケ」というサービスがある。
2006年からは、公演日10日以内の指定興行のチケット購入で、セブン-イレブンもしくはファミリーマートの店舗で発券する場合は手数料無料となる「すぐチケ」サービスも開始している。

### セゾンカード会員優待
セゾンカードのWebサービス「Netアンサー」に会員登録の上ログインし、バナーをクリックすると、セゾンカード会員向けのe+サイトにリンクして、貸切公演や割引チケットを販売している事がある。この優待を受けるにはe+の決済登録をセゾンカードでのクレジット決済に指定する必要がある。

### スマチケ
スマートフォンでチケットを受け取るサービス。

### WEBオープンシステム
学園祭などの小規模のイベントのチケットの取り扱いも、安価で委託販売できるサービス。
主催者は、公演の告知も委託できるため、販売促進になるとしている。